# Термідоріанці
Термідоріанці — супротивники якобінців, які 27 липня 1794 заарештували Робесп'єра. Наступного дня його стратили. Цю подію також називають термідоріанський переворот, внаслідок якого якобінська диктатура була ліквідована.

## Внутрішня політика термідоріанців
Терор якобінців викликав дедалі більше невдоволень буржуазії. Проти Робесп'єра та його прибічників виникла змова. Активну роль серед змовників відігравали Фуше і Баррас. Вони залучали на свій бік багатьох депутатів Конвенту. 9 термідора 2 року Республіки (27 липня 1794 р.) Робесп'єра під час виступу в Конвенті було заарештовано, а на другий день разом із Сен-Жюстом і Кутоном страчено. Якобінську диктатуру було повалено. Термідоріанці були прихильниками республіки, у якій були б усунуті всі обмеження свободи підприємництва.